# Туризм в Іспанії
Туризм в Іспанії почав активно розвиватися в 1960-х роках, коли країна стала улюбленим місцем відпочинку туристів з інших європейських країн, особливо Великої Британії, Франції, Центральної та Північної Європи. Частка туризму у ВВП Іспанії у 2019 році становила 12,4% (155 мільярдів євро).
У 2007 році за даними Всесвітньої туристичної організації Іспанія стала другою за відвідуваністю країною в світі після Франції. З 2010 року Іспанія знаходиться на 4-му місці за відвідуваністю після Франції, США та Китаю. У 2015 році країну відвідали 69-70 млн туристів, які витратили в Іспанії близько 60 мільярдів євро. 2016 рік став рекордним - країну відвідали 75 млн туристів.
Всесвітня туристична організація ООН (UNWTO) опублікувала статистику про міжнародний туристичний потік в 2017 році, в якому Іспанія (81,8 млн відвідувачів) посіла друге місце після Франції (86,9 млн відвідувачів).

## Управління туризмом
З 2018 року за туризм в Іспанії відповідає Міністерство промисловості, торгівлі та туризму, у складі якого є Державний секретаріат з питань туризму, який координує роботу трьох організацій на національному рівні: Turespaña, Paradores de Turismo та SEGITTUR. Загальний бюджет Державного секретаріату з питань туризму у 2022 році становив 1,7 мільярда євро.